# دهنار (أبرشيوة)
دهنار (بالفارسية: دهنار) هي قرية تقع في إيران في قسم أبرشيوة الريفي. يقدر عدد سكانها بـ 272 نسمة بحسب إحصاء 2016.